# レザーフェイス
レザーフェイス（Leatherface）は、映画『悪魔のいけにえ』に登場する架空の殺人鬼。本名ババ・ソーヤー（Bubba Sawyer（7作目ではジェディダイア（Jededlah））。リメイク版の『テキサス・チェーンソー』ではトーマス・ブラウン・ヒューイット（Thomas Brown Hewitt）。

## 概要

### ババ（ジェディダイア）・ソーヤー

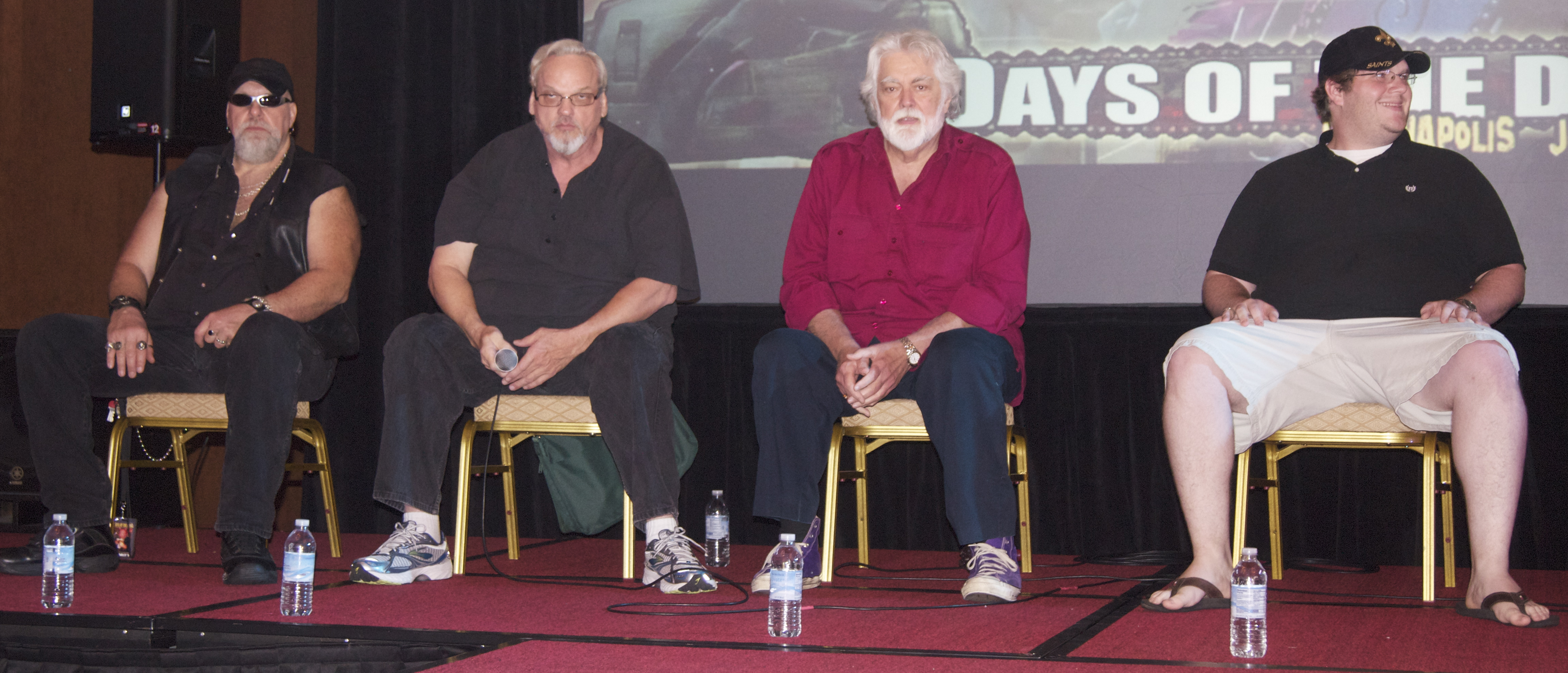
本シリーズのレザーフェイス役者達（左より、R・A・ミハイロフ、ビル・ジョンソン、ガンナー・ハンセン、ロバート・ジャックス）

チェーンソーを片手に、近辺を訪れる者を襲って斬り殺し、解剖して家具にしたり売りさばいたりする。先天性の皮膚病と梅毒を患っているため、人の顔の皮を剥いで作った仮面を常に被り、素顔を隠している。身長193 cmの巨漢であるが、外見に反してその足は驚く程速い。凶暴そのものであるが、家族に対してはいたって従順。趣味は動物の骨をコレクションして自分の部屋や台所に飾ること。また、女装趣味もあるようで、仮面に化粧をしたりドレスで着飾ったりする。
テキサス州にある荒野の一軒家に家族ぐるみで住んでいる。人肉を売りさばく肉屋に産まれた4人兄弟（内2人は双子）の4男。家族構成は、屠殺の名人である137歳の祖父（グランパ）、ミイラと化した祖母ヴァーナ、金の亡者となって人肉を売りさばく長男ドレイトン（テレビ吹き替え版ではコック）、ヒッチハイカーで自傷癖の兄ナビンズがいる。2作目で同じくヒッチハイカーの双子の兄、チョップトップがいることが判明した。
テキサス州の片田舎にひっそりと暮らし、墓場から死体を盗んではたまに来る旅行者を襲って暮らしていた。ある日、被害者の一人に逃げられた上、兄が死んだため姿を消す。事件は事実上無かったことにされたが、それから13年後、テキサス州ダラスにアミューズメントパークのバトルランド（ドレイトンが開園するもすぐに廃園）を拠点としている事が判明した。後に被害者の叔父であるレフティに襲撃を受けて重傷を負い、バトルランドごと爆破される事になる。その後は消息不明。
2007年の再DVD化の際に、実際には祖父が父親でドレイトンは兄であると紹介されている（ヒッチハイカーが車の中で兄いと呼んだのはドレイトンを指す事になる。また、テキサスでは父親のことをグランパと呼ぶ風習があるという）。また3・4作目をオリジナル（メンバーはガソリンスタンドを経営する父（ティンカー）と兄2人（テックス、アルフレッド）、幼い妹（サリー）、脚と声帯に障害をもつ母親、既婚者の兄2人（ヴィルマ、W.E）、ヴィルマの妻ダーラ）とするならば、正式な家族構成は、父親と母親と3人の兄（ドレイトン、ヒッチハイカー、チョップトップ）という事になる。
シリーズ中盤から怪物化した『13日の金曜日』のジェイソン・ボーヒーズや、悪夢の中の存在である『エルム街の悪夢』のフレディ・クルーガーなどはと異なり、あくまで人間として描かれており、大柄で屈強な肉体を持ち合わせているものの知的障害があり、精神年齢は8歳児程度で、相手から反撃を受けてダメージを負うことも少なくない。殺人の際に暴れて家を破壊した時はドレイトンに叱られ叩かれて縮こまったほか、『2』では一目惚れした女性は家族に隠して殺さずにいたりと人間臭い面も描写された。一方で、父親に内緒で夜道で殺人に興じていたりする。TRASTUCAT PRDUCTIONSによる漫画「LEATHERFACE vs JASON」では、ジェイソンと死闘を繰り広げるが、自身と似た境遇を持つ彼に対して、ある種のシンパシーを抱いていたとも取れる描写がなされていた。

### トーマス・ブラウン・ヒューイット
1939年8月に、アルコール依存症の女従業員スローンと不倫していた主任との間にできた子で、テキサスの精肉工場にて生まれたが、母親は生んだ直後に息を引き取る。先天的な奇形で生まれたために不気味がられ、実の父親によって包装紙に包まれ、ゴミ箱に捨てられた。そこをゴミ漁りをしていたヒューイット家に拾われ、長男として生きていく事になった。
家族構成は自らを含め、元軍人で人肉食者の叔父のホイト（本名はチャーリー）・ヒューイット、後に両足を切断する事になる祖父（モンティ・ヒューイット）、店を経営している母（ルダ・メイ・ヒューイット）、痩せ型と肥満体の姉2人（ヘンリエッタ・ヒューイット／本名不明：ティー・レディ）、家族の凶行に真っ向から反対する弟1人（ジェディダイア・ヒューイット）の計7人。また、ヒューイット家は赤ん坊を拾って（または誘拐して）は、その赤ん坊を一家の一員として育てているので、子供たちが全員実子ではない可能性もある。
6歳の時、自傷性の変性顔面異常症と診断され、更には醜い顔を理由に虐めに遭っていた反動から動物を切り刻むと言う異常性を持つようになり、また、ヒューイット家特有の異常なまでの縄張り意識も持ち始めていく事になる。9歳の頃、虐めで不登校になった事から、自らが生まれた精肉工場で働き始め、そこで出会ったラッキーと友人関係になるが、主任からは彼が父親だと知らないまま虐めを受ける。12歳の時には知的障害があると診断された。
しかし、30歳になった1969年の時に、主任が工場を閉鎖すると言い出し、更には自らを説得したラッキーから自らの出生の真実を聞かされ、逆上したトーマスは主任をハンマーで殴り殺す。その後この殺人の件で逮捕に来た地元の保安官（彼が本物のホイトである）をチャーリーが殺害したことで、殺した保安官の服を用いて、チャーリーは以後ホイト保安官になりすます。そして付近で出会った者を理不尽な理由で拘束しては、自宅に連れ帰ってトーマスに殺させ、家族はその人肉を食卓に並べるという異常行動に出ている。更にトーマスは殺した人間の顔面の皮膚をマスクにしている。
1973年に、叔父・ホイトが被害者の反撃により、被害者の運転するパトカーによって轢死。この時にトーマス自身も被害者の反撃により、肉切り包丁で右腕を切断されている。
更にその後、被害者の通報で自宅へ探索にやって来た警察官二人を殺害し、家族共々行方をくらましている。
この設定はオリジナル脚本に準ずるものであり、本編ではラッキーの存在や一部の設定が異なる。

## 演じた俳優
- ババ（ジェディダイア）・ソーヤー
ガンナー・ハンセン（悪魔のいけにえ）
ビル・ジョンソン（悪魔のいけにえ2）
R・A・ミハイロフ（悪魔のいけにえ3 レザーフェイス逆襲）
ロバート・ジャックス（悪魔のいけにえ レジェンド・オブ・レザーフェイス）
ダン・イェーガー（飛びだす 悪魔のいけにえ レザーフェイス一家の逆襲）
サム・ストライク、ボリス・カバキエフ(幼少期) (レザーフェイス-悪魔のいけにえ)

- トーマス・ブラウン・ヒューイット
アンドリュー・ブリニアースキー(テキサス・チェーンソー) (テキサス・チェーンソー ビギニング)

## ゲスト出演
- モータルコンバットX - DLCとして登場[1]。
- Dead by Daylight - DLCとして登場[2][3]。